# Speightstown
Speightstown (/'spīts.taʊn/), även känd som Little Bristol, är Barbados näst största stad.
Staden är döpt efter William Speight.